# Albarca cántabra

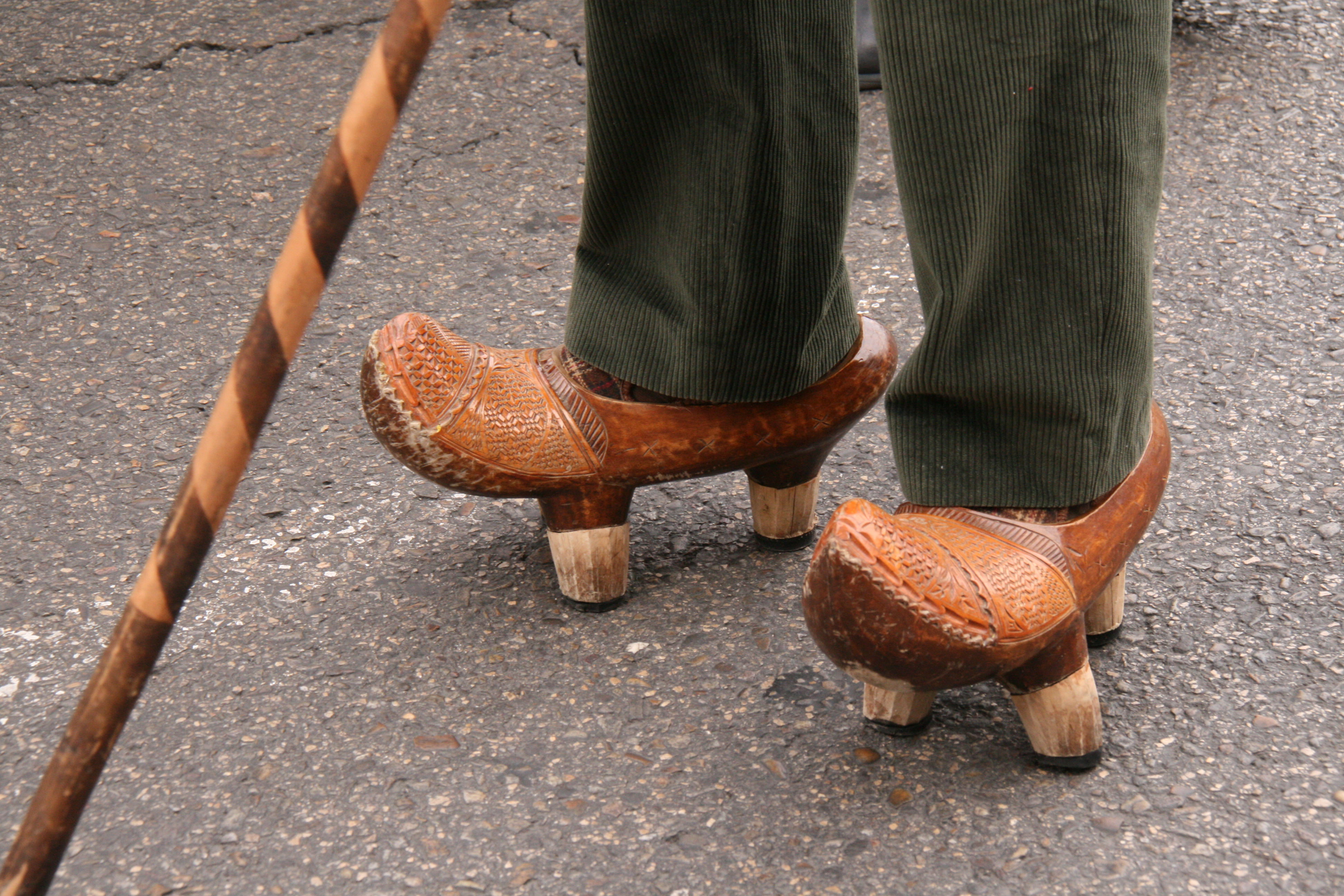
Calzando unas albarcas. Se aprecian los tarugos reemplazables, protegidos a su vez por una suela de goma.

La albarca cántabra es un calzado rústico de madera de una pieza, que ha sido utilizado especialmente por el campesinado de  Cantabria, en España. Esta albarca guarda similitudes con los otros modelos de otras regiones españolas, pero posee rasgos significativos y características distintas tanto en su elaboración como en su uso. Este tipo de calzado también guarda cierta similitud con el zueco holandés.

## Denominaciones
Dentro de España se dan varios modelos y distintas denominaciones de la albarca, «abarca» o «alabarca», términos que también se usan para definir este calzado.
Existe la albarca elaborada en cuero crudo, que cubre solamente la planta de los pies y se asegura con cuerdas o correas sobre el empeine y el tobillo.
La denominación de «albarca» y "abarca" para referirse a la albarca de madera, es más propia de Cantabria, así como "amadreña", en la zona pasiega, y «madreña», en la contigua Asturias. El uso de la albarca se extendió siglos atrás entre los pueblos del norte; por ello es frecuente encontrar este rústico calzado de madera en Cantabria, Galicia, León y Principado de Asturias.

## Historia

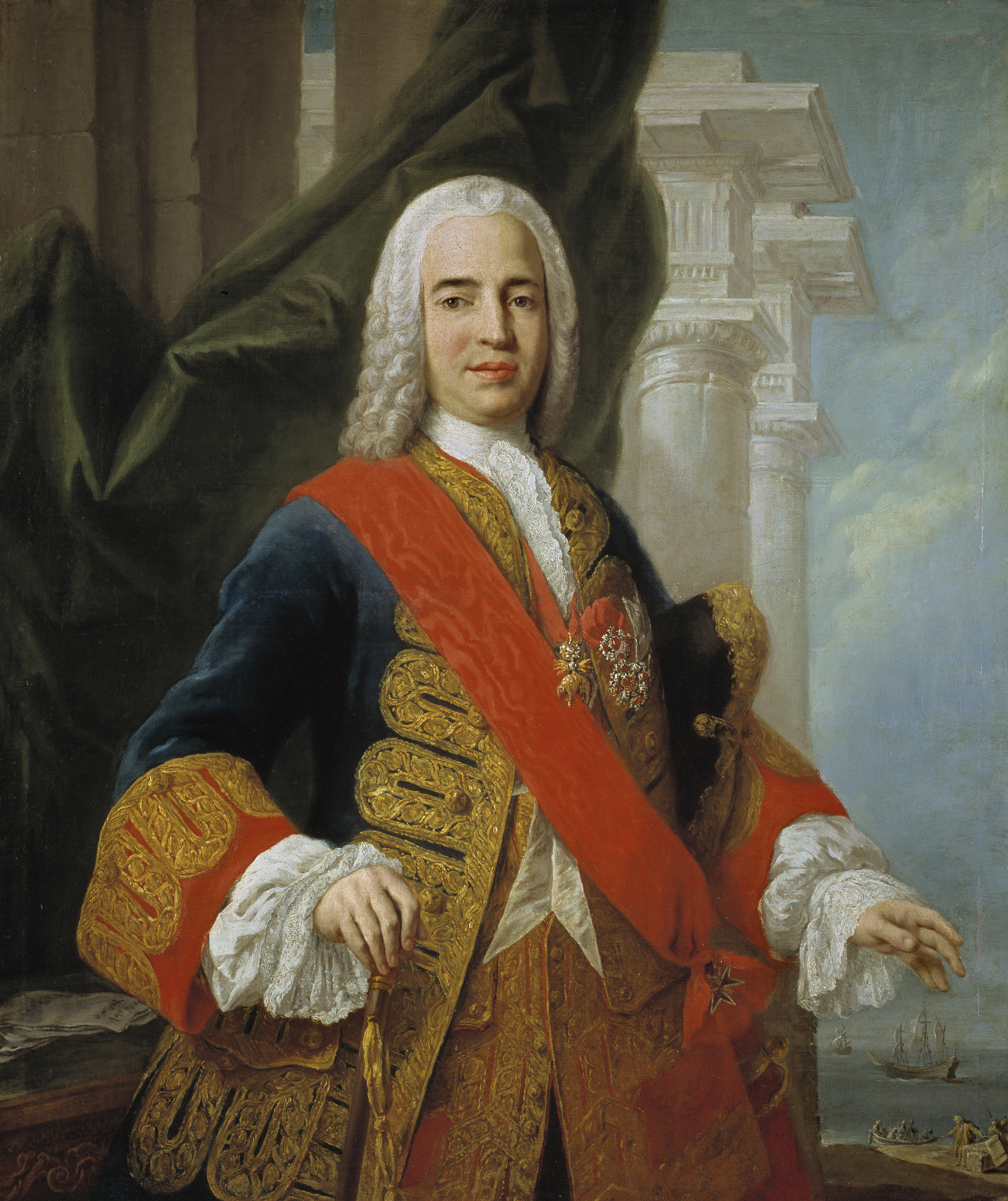
Zenón de Somodevilla, I marqués de la Ensenada

Se ignora el comienzo del uso de este calzado en las regiones del norte español (sobre todo en la cántabra), pero ya se citan en un documento de 1657, en el que el rey Felipe IV solicita al papa la creación de la Diócesis de Santander. En el Catastro del marqués de La Ensenada, año 1752, consta el oficio de albarquero en varios pueblos de la zona occidental de Cantabria.
Dada la humedad del clima de la zona, es un calzado muy apropiado para preservar los pies del agua y de la suciedad del suelo de determinadas faenas que se realizan en el establo, en los prados y en las tierras de labranza. Es práctico para caminar por terrenos escabrosos, barrizales, y también por la nieve, debido a que los «tarugos» o tacos inferiores dan elevación al pie y prestan agilidad al andar.
Hoy, esta artesanía tan tradicional ha quedado en pocos albarqueros, que solamente hacen albarcas por encargo, destinadas unas veces para usarlas y otras como recuerdo típico de la región cántabra, lo mismo en tamaño natural que en pequeño formato.
El oficio de albarquero tiende a desaparecer con los últimos artesanos que hoy quedan en muy pocos pueblos, siendo sustituidos por máquinas, en las que un lector de perfiles recorre la superficie de la albarca a reproducir y va transportando su lectura, por medio de un juego de barras, a unas cuchillas que cortan la madera sobrante y consiguen un perfecto duplicado. Estas albarcas hechas a máquina son las que se pueden comprar hoy en las tiendas, importadas a Cantabria desde otros lugares.
Si bien el uso de las albarcas como calzado se ha visto casi extinto, ello no ha impedido que se considere este calzado típico del norte como un recurso cultural y por tanto turístico. Así hace mella el papel de la albarca en el ecomuseo Saja-Nansa, siendo este calzado típico de esta comarca siglos atrás. El ecomuseo Saja-Nansa trata de cuidar y mantener estas costumbres, así como conservar y presentar a las nuevas generaciones este conjunto de elementos patrimoniales que tienen por objeto producir y comunicar un cierto conocimiento.

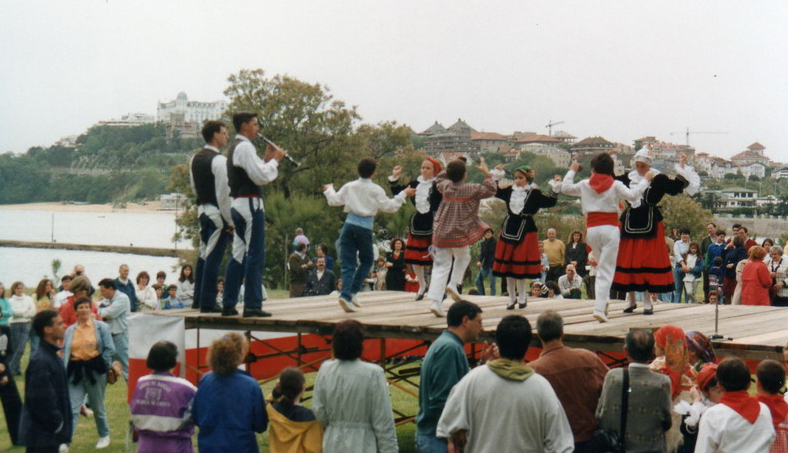
En el Día Infantil de Cantabria, que se celebra en la Magdalena en Santander, se expuso una colección de un centenar de albarcas (de la Asociación Cultural Castro Valnera) que congregó a más de 35 000 personas.

Por ello, la albarca sigue estando presente en diversas asociaciones y fiestas de Cantabria. La Asociación Cultural Castro Valnera es un buen ejemplo de ello, pues reunió un centenar de albarcas, pertenecientes a colecciones privadas, representativas de todas las comarcas cántabras en una muestra única que tuvo una gran repercusión, tanto por el número de visitantes como por el interés demostrado. A la cita acudieron tanto la prensa regional como la nacional. En un acto de colaboración, en el Día Infantil de Cantabria (Fiesta de Interés Turístico Regional) que se celebra en Santander, las piezas que formaban parte de la muestra fueron expuestas en la península de la Magdalena para que pudieran ser admiradas por más de 35 000 personas.
En el año 2006, el Ayuntamiento de Cartes (Cantabria) organizó en Santiago de Cartes el día de la albarca, con motivo de las fiestas de San Cipriano (fiesta de Interés Turístico Regional).

## Modelos

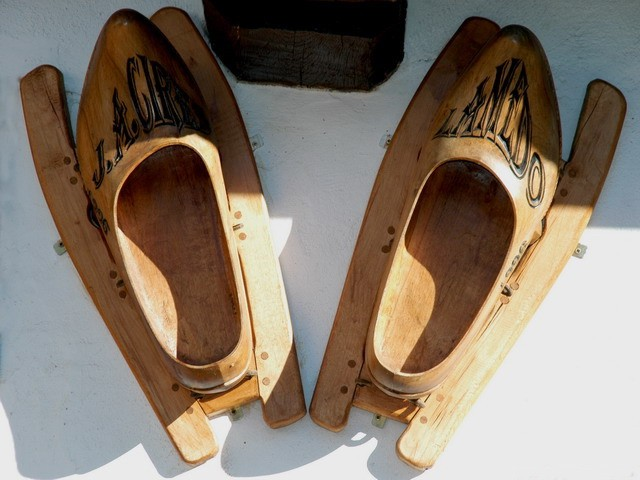
Albarcas con barajones en Lamedo, localidad del municipio de Cabezón de Liébana (Cantabria); se producían de una forma abundante siglos atrás.

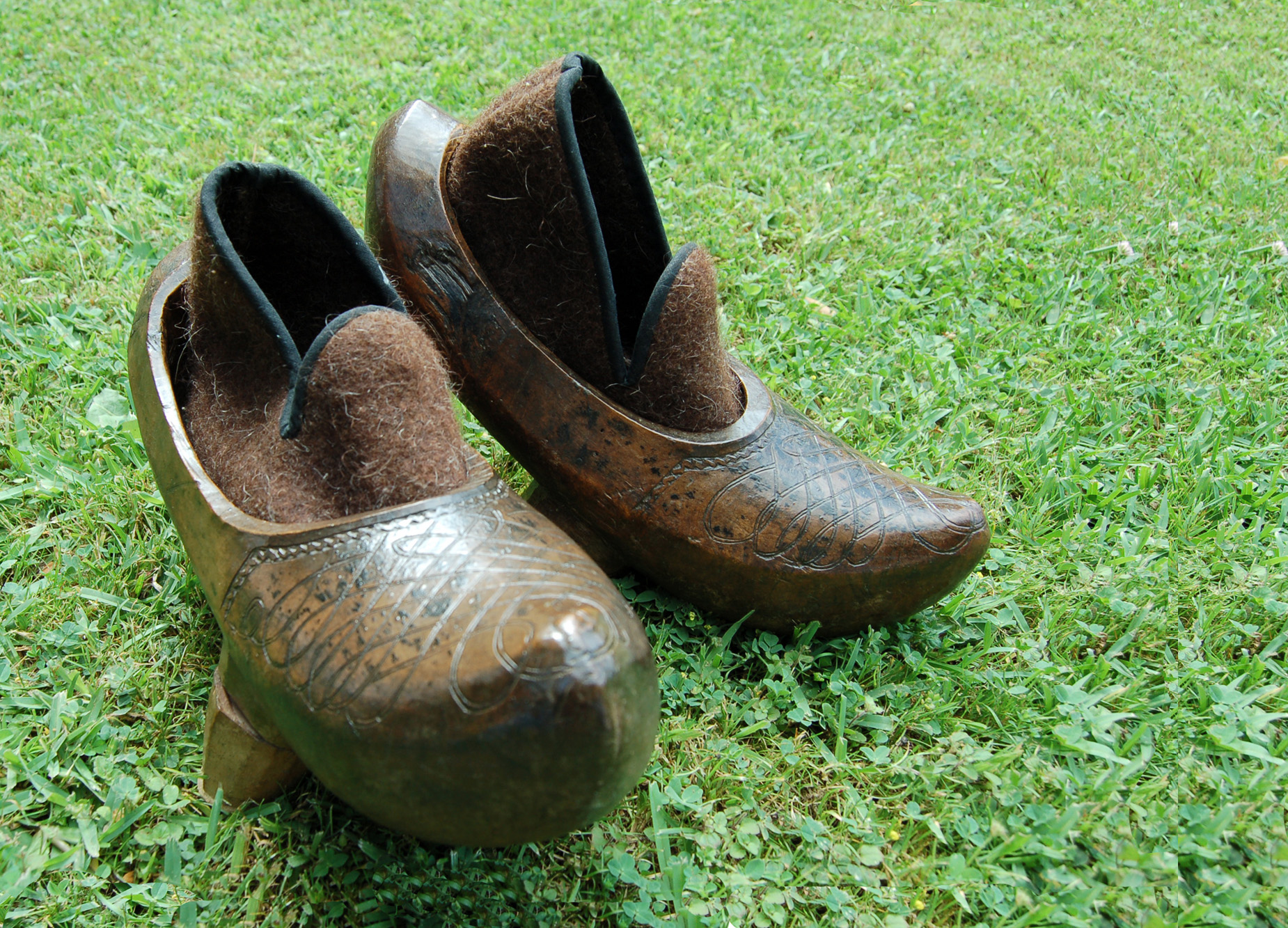
Albarcas con escarpines

En cada pueblo hay unos modelos diferentes de los demás, y a su vez, entre los albarqueros de un mismo lugar cada uno les da a sus albarcas un estilo personal que le distingue de los demás, bien sea en la forma o en el dibujo, que va grabado sobre la parte superior y visible, consistente en flores, hojas, conchas, pequeñas muescas y variadas figuras geométricas.
Hay unos modelos tradicionales de albarcas propios de determinadas comarcas. Los principales son: bociconas, carmoniegas (de Carmona), de hebilla, del pico entornado, mochas, piconas, etc. Las albarcas suelen ser de diferentes modelos y dibujos, si están hechas para hombre o para mujer, y varían, igualmente, si son para calzarlas con escarpines o con zapatillas. Para ponerlas con escarpines se amoldan más al pie, y con zapatillas quedan más holgadas. Cuando alguna vez se calzaban solo con calcetines, para ajustar la albarca se rellenaba ésta con hierba o con hojas secas de maíz. A este modo de llevar puestas las albarcas se denominaba ir en amazuelas.
La madera empleada en la fabricación de este calzado suele estar verde, pues se trabaja mejor, y la más utilizada es la de abedul (aunque no es recomendable emplear esta madera en albarcas destinadas al uso, pues se estropea enseguida), aliso, haya, nogal y otras, como el castaño maillo, el álamo negro y la zalgatera, que se pueden emplear ocasionalmente.

### Partes de la albarca

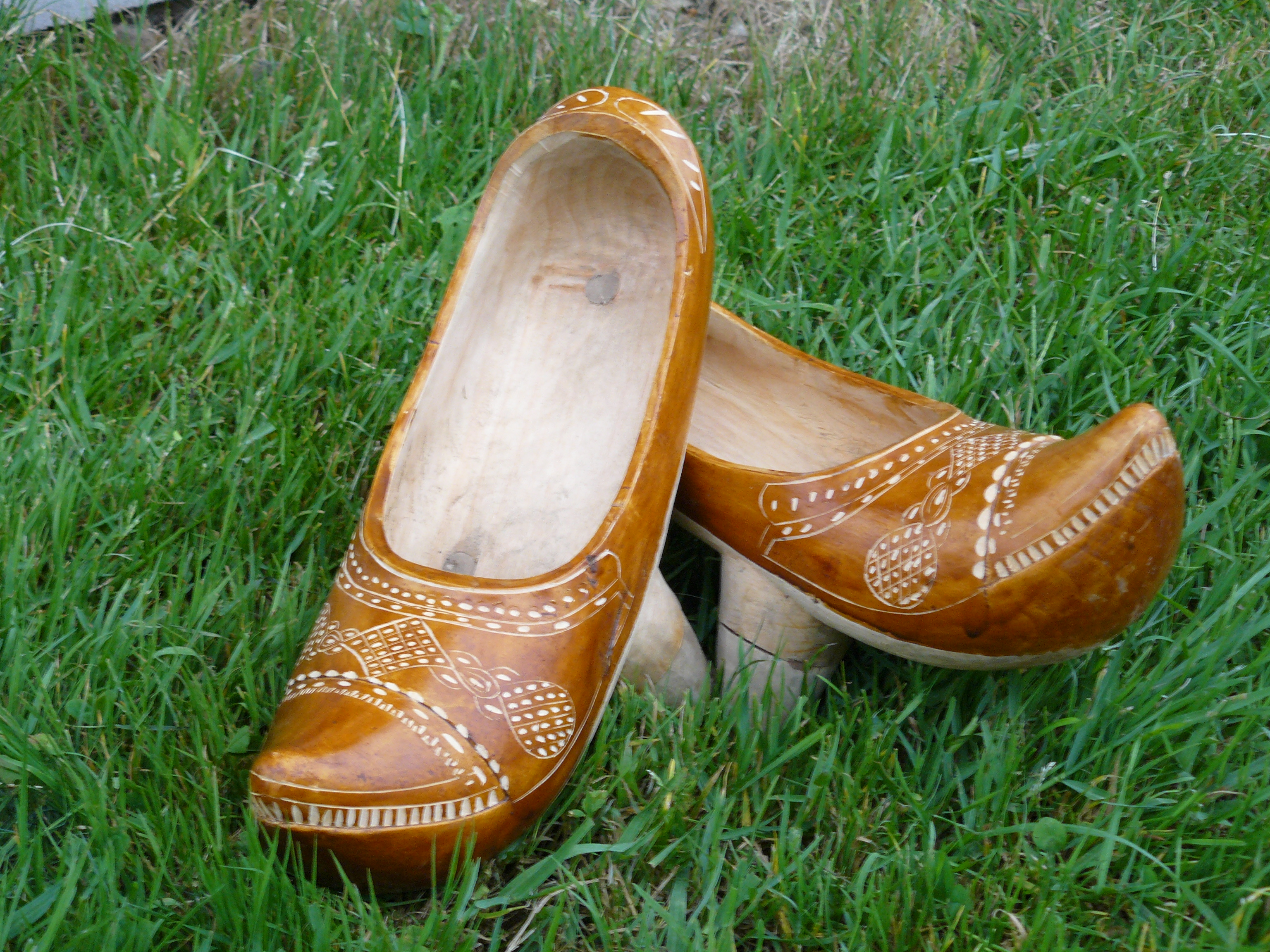
Típica albarca

Las partes de que consta la albarca son las siguientes:
- Pico: Parte superior delantera.
- Papo: Parte delantera o curva frontal.
- Capilla: Parte delantera superior que cubre los dedos.
- Boca: Abertura de la albarca por donde se introduce el pie.
- Flequillo: Rebaje que bordea la boca por la parte superior.
- Casa: Cavidad interior que ocupa el pie.
- Calcañar: Parte trasera.
- Pies: Los tres soportes o tacos inferiores, dos delanteros y uno posterior, para colocar los tarugos.
- Tarugos: Suplemento de madera que se coloca en los pies de la albarca y que se va reponiendo cuando se desgastan o rompen al caminar. Suelen estar hechos de madera de avellano o de berroso (roble joven). A partir de la mitad del siglo XX, en vez de tarugos se colocan clavos o gomas.[4]

### Coloreado
El procedimiento para colorear las albarcas ha variado notablemente, pues en tiempos pasados se usaba la corteza de alisa para dar el color rojo y con calostros (leche de vaca recién parida) se tostaban las albarcas, poniéndolas al calor del fuego.
En los últimos tiempos se pintan con barnices de diferentes tonalidades, que imitan el color de la madera. El color negro se ha empleado siempre para las albarcas de mujeres mayores, para las viudas y cuando se llevaba luto. Además, gastaba las albarcas pintadas de negro el sacerdote del pueblo.
El escritor cántabro Manuel Llano dejó plasmada la variedad de albarcas en su obra Brañaflor (1931):

Albarcas negras, de cura rural, que brillan en el pórtico, en la ringlera de la feligresía, feligresía demócrata en que los tarugos del labrador infeliz ocupan la misma losa que los del terrateniente acaudalado, de repletos desvanes. Albarcas de señorita remilgada, también negras, de líneas más suaves, más ligeras, más brillantes. Albarcas blandas, sin la color de la alisa, sencillas, pulcras, de hidalgo. Albarcas tostadas, de mozo roncero. Albarcas recias, de pastor. Albarcas con argolla y remiendos de lata en las hendiduras. Albarcas de mozas, con bordados y tarugo leve y motas, a manera de recosido gentil. Industria y arte peregrino que tiene poesía, que tiene espíritu y colores y brotes negro de ingenio y características maravillosas de la habilidad campesina... ¡Albarcas pulidas de los mozos de Brañaflor, tan pintadas, tan señoras!
Manuel Llano en Brañaflor (1931).

## Albarquero

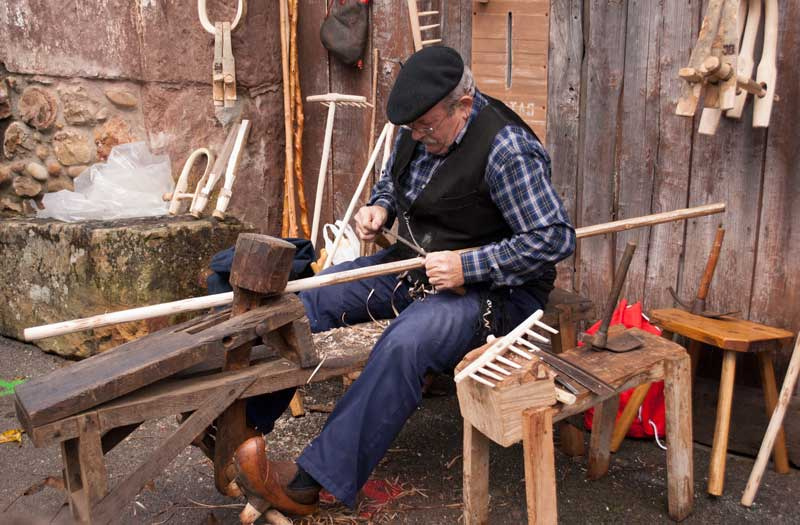
Artesano de la madera en Cantabria. Se aprecia cómo calza unas albarcas, por lo general de castaño, aliso o abedul.

El de albarquero (o «abarquero») fue un oficio importante dentro de la artesanía de la madera de Cantabria debido a que la agricultura se desenvuelve con dificultad en ciertas zonas de la región; además de una actividad complementaria para los trabajadores tradicionales del campo y del pastoreo. Este oficio era transmitido de padres a hijos, más por necesidad que por vocación, para que estos colaborasen ya desde pequeños en aquellas labores de realización más fácil y sencilla.
Actualmente quedan muy pocos artesanos que se dediquen a este trabajo por diversos motivos, pero entre ellos, el más importante es la escasez de madera y el hecho de que el uso de las albarcas ha quedado reducido a unos pocas zonas de Cantabria que aún conservan ciertas costumbres tradicionales en sus labores agrícolas y ganaderas.

### Confección de las albarcas

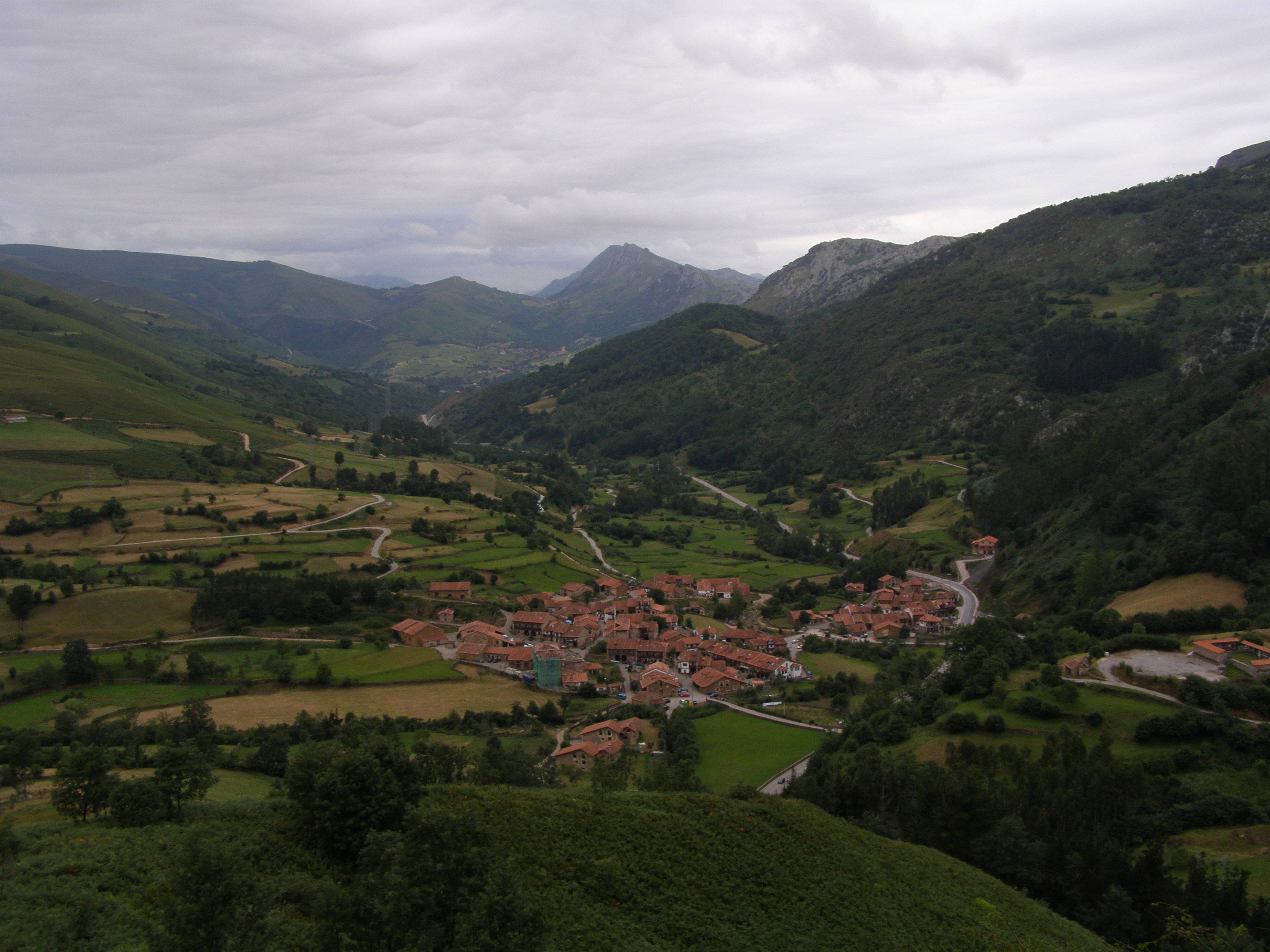
Carmona es una localidad de Cabuérniga (Cantabria) donde la artesanía de madera tenía un papel importante, siendo especialmente habitual la profesión de albarquero.

Durante las temporadas en que los trabajadores en la hacienda eran menos importantes, los albarqueros subían a los montes y allí talaban y preparaban madera para la confección de las albarcas. Solían ir durante los meses de primavera y otoño, cuando terminaban las faenas de labranza y la recogida de la hierba. La duración de la estancia estaba condicionada por varios motivos, pero, en especial, por el tiempo que hiciera, como temporales y nevadas.
Solían ir al monte en cuadrillas y su estancia podía ser de una, dos o más semanas. Cuando estaban más de una semana, se iba a encontrar, que era subir hasta un lugar determinado, llevando un burro para transportar ropa limpia para mudarse y repuesto de comida y, también, para bajar los pares de albarcas que tenían preparados y metían en los cuévanos y en sacos.
Los albarqueros solían terminar completamente las albarcas en casa, con la frecuente colaboración de los demás miembros de la familia.

### Utensilios y madera
Los utensilios que solían llevar al monte eran varios, pero procuraban transportar lo imprescindible, para no juntar mucho peso. Con las herramientas y la comida necesitaban, además, de una lata para el agua, la olla para cocer la comida, la parrilla para la torta de maíz, una cocina o masera para amasar la harina y un candil de aceite o una luz de carburo para poder trabajar de noche cuando los días eran cortos.
Una vez tenían hecha la cabaña, donde se dedicaría a la construcción de las albarcas, el albarquero comenzaba a cortar madera. Los árboles eran talados a golpe de hacha o con el tronzador. Este servía también para serrar los troncos en partes proporcionadas a la largura de la albarca. Cuando el tronco es grueso se llama rolla y se hiende, según el grosor que tenga, en dos, cuatro, cinco o más pedazos o tajos. Tajo es el trozo de madera que se necesita para sacar de él una albarca y suele medirse la anchura con una cuarta de la mano y la largura con una cuarta y el ancho de cuatro dedos.
Los mejores tajos son los sacados de la parte más cercana al pie del árbol, pues está la madera más hecha y duran más. Cuando el perímetro del tronco es delgado y no da más que una albarca se dice que es enteriza, y cuando salen más, cuarteadas. Hay veces en que, para facilitar el transporte sobre el hombro, a estos troncos delgados se les hace con el hacha unos esbozos de albarcas, dejándolos unidos entre sí, y se denomina banza al conjunto de dos, cuatro o más (según la largura que tenga el tronco) de estos esbozos.

### Diversas tareas durante la elaboración
Cuando tenían la madera, cortada y preparada, junto a la cabaña, comenzaba la tarea de realizar las albarcas. Primeramente, con el hacha hacen un esbozo, sosteniendo el tajo sobre un tronco grueso, llamado tajandero, y esta fase se llama aponer. Después, se pasa a azolar, que consiste en modelar con más detalle la albarca con la azuela. Esta herramienta tiene dos cortes opuestos: uno estrecho curvo, llamado petu, y el otro más ancho y recto, que se denomina boca; y se encargaba al herrero expresamente para hacer las albarcas. Con la boca se perfila su contorno y se forma el rebaje que tiene el empeine de la albarca, y con el «petu» se marca y vacía la cavidad exterior de la casa o espacio que ocupa el pie y se quita, además, la madera que sobra entre los dos tacos que forman los pies de la misma.

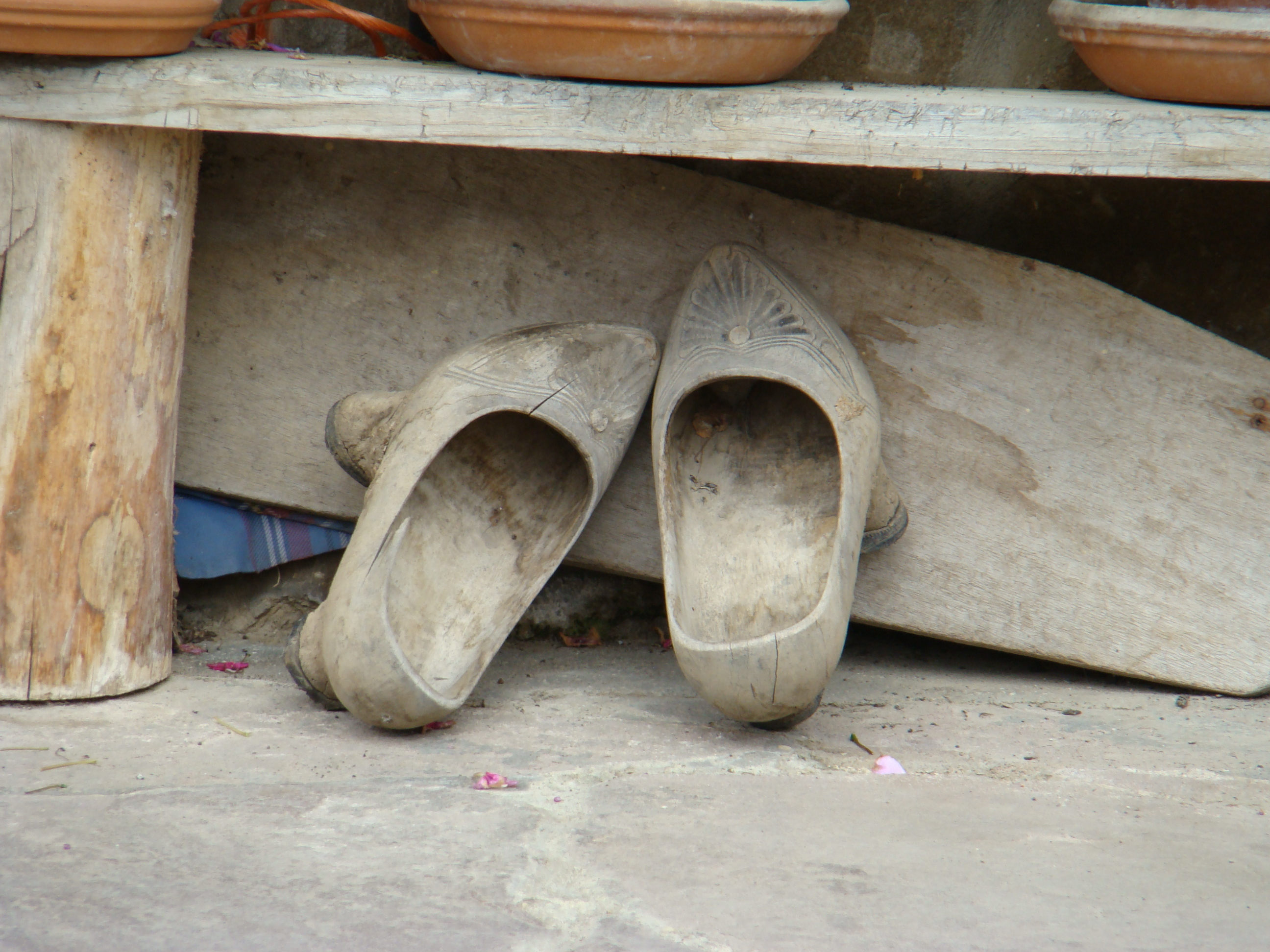
Albarcas a la entrada de una casa en San Sebastián de Garabandal.

Para terminar el vaciado de la casa, en su parte inferior, se coloca la albarca en el taller, especie de caballete de madera, ya descrito, con el fin de poder disponer libremente de las dos manos para manejar los barrenos y la legra. La labor de barrenar requiere el peligro que salga el barreno por delante de la albarca, quedando inutilizada. Se emplean tres barrenos de diferentes calibres: 
- El denominado de joracar, que se emplea para hacer las tres barrenas primeras en la parte inferior de la casa, una en el centro y las otras dos a los lados.
- El terciáu, que sirve para quitar la madera por diversas partes de la cavidad.
- Y el de apuntar, con el que se quita la madera sobrante por la parte alta de la casa.

Acabada la tarea de joracar con los barrenos, se pasa a limpiar toda la casa con la legra, herramienta que tiene el corte en forma de gancho y con doble filo, con el que se alisa la superficie interior.
Terminado este trabajo, se ponen a secar al sol o al calor de la lumbre en el cerval. Cuando han secado lo suficiente, se iguala la superficie exterior, que presenta las azolás o cortes de la azuela, con la resoria, que es una chuchilla de acero con dos asideros laterales y que algunos albarqueros hacen de un dalle viejo.
Normalmente, un albarquero preparaba al día de cuatro a cinco pares de albarcas, y había quien llegaba a nueve o diez, teniendo la madera cortada en la cabaña y realizando las distintas labores descritas.
Cuando los albarqueros regresaban del monte, se dedicaban en casa a terminar la confección de las albarcas, ayudados por algunos familiares, en ciertas labores, como resoriar, dar lija, tostar o pintar y entarugar. Ellos tenían que empicar o moldear el pico y los pies con un cuchillo. Se empleaban tres modelos de cuchillos: El de empicar, que tiene el corte más largo y ancho, el de raer, estrecho y con el filo un poco curvado, y el de grabar los dibujos, que tiene la hoja más corta y la punta más pronunciada.